# Sången om den eldröda blomman
Pour plus de détails, voir Fiche technique et Distribution.
Sången om den eldröda blomman est un film suédois réalisé par Gustaf Molander, d'après le roman Chant de la fleur rouge de Johannes Linnankoski, sorti en 1956.

## Fiche technique
- Titre : Sången om den eldröda blomman
- Réalisation : Gustaf Molander
- Scénario : Rune Lindström (en) d'après le roman Chant de la fleur rouge de Johannes Linnankoski
- Photographie : Åke Dahlqvist
- Montage : Oscar Rosander
- Musique : Erland von Koch
- Pays de production : Suède
- Format : 2,35:1 - Mono
- Genre : drame
- Durée : 104 minutes
- Date de sortie : 1956

## Distribution
- Jarl Kulle : Olof Koskela
- Anita Björk : Kyllikki Malm
- Ulla Jacobsson : Elli
- Ann-Marie Gyllenspetz (en) : Annika
- Marianne Bengtsson (en) : Maria
- Linnéa Hillberg (en) : la mère d'Olof
- Gunnel Lindblom : Kerstin
- Fylgia Zadig (en) : Rosa
- Monica Nielsen (en) : Britta
- Edvin Adolphson : Malm
- Axel Slangus : Väinö
- Olof Bergström (en) : Kaleb
- Erik Berglund (en) : le père d'Olof
- Ingvar Kjellson : Falk
- Sven-Eric Gamble (en) : Stoker